# الصباح (جريدة فلسطينية)
جريدة الصباح جريدة فلسطينية تاسست عام 1995 في غزة. رئيس التحرير سري القدوة.

## وصلات خارجية
- جريدة الصباح